# Kurt Meißner (Unternehmer)
Kurt Meißner (* 9. März 1885 in Hamburg; † 13. August 1976 in Locarno) war ein deutscher Unternehmer, Japanspezialist, Verfasser, Übersetzer und Herausgeber eines breiten japanischen Schriftgutes.

## Leben und berufliche Entwicklung
Kurt Meißner wurde am 9. März als Sohn des Buchhändlers Otto Meißner und seiner Frau Agnes geborene Pfeiffer, in Hamburg geboren. Er wuchs in Hamburg auf und besuchte hier die allgemeinbildende Schule. Diese schloss er 1902 mit der Obersekundareife ab. Anschließend absolvierte er bis 1905 eine Berufsausbildung als Kaufmann im Hamburger Handelshaus Simon, Evers & Co.
1923 heiratete er Johanna Dippmann (geboren 1903) in Frankenberg. Aus der Ehe gingen 4 Kinder hervor. Sein 1926 geborener Sohn wurde später Präsident der Tokioter Handelsfirma Leybold.

## Wirken und Ergebnisse seiner Arbeit in Japan
Im Februar 1906 reiste Kurt Meißner im Auftrage der Firma Simon, Evers & Co. nach Yokohama und arbeitete hier im Auftrag der Hamburger Niederlassung. Bereits im Sommer des Folgejahres wurde er als selbstständiger Geschäftsführer der 1905 gegründeten Firma Leybold KK, mit Geschäftssitz in Tokio tätig. Die Firma hatte sich auf den Import von Maschinen nach Japan spezialisiert. Dabei handelte es sich um die Tochterfirma der Firma Simon, Evers & Co.
Während seines Aufenthaltes war Kurt Meißner von der neuen Welt, die ihn umgab, der Sprache, der Kultur und dem japanischen Brauchtum begeistert. Sehr intensiv setzte er sich dabei mit japanischen Traditionen, dem Denken und Wertesystem, in dem die Japaner lebten, auseinander. Das beschäftigte ihn neben seinen beruflichen Aufgaben so intensiv, dass er bereits 1912 eine volkstümliche Erzählung unter dem Titel „Die Yose“ herausgab. Etwa zeitgleich erschien die Übersetzung der japanischen Erzählung Rakugo unter dem Titel Die heilige Sutra.
Mit dem Ausbruch des Ersten Weltkrieges brach das alles ab. Die Handelsbeziehungen mit „Friedensware“ wurden eingestellt, das Denken und Handeln der Menschen war urplötzlich auf völlig andere Ziele ausgerichtet. Er selbst meldete sich als Kriegsfreiwilliger in der deutschen Kolonie Tsingtau. Hier wurde er im August 1914 als Ersatzreservist der 6. Kompanie des III. Seebataillons zugeteilt. Nach kurzen Kampfhandlungen geriet er in japanische Gefangenschaft. Er wurde im Kriegsgefangenenlager Matsuyama als Häftling Nr. 3025 interniert. Während der Haftzeit vertiefte er seine japanischen Sprachkenntnisse weiter und übersetzte japanische Literatur. Am 9. April 1919 wurde er in das Lager Bando verlegt und im Dezember 1919 aus der Kriegsgefangenschaft nach Tokio entlassen.
Hier nahm Kurt Meißner vorerst eine Beschäftigung bei der Firma Mayakwa & Co. in Tokio auf. In dieser Zeit begann er dann, gemeinsam mit Heinrich Steinfeld (1886–1966), einem ehemaligen Mithäftling, die eigene Firma Leybold wieder aufzubauen. Im Jahre 1920 gründete er die Firma unter dem Namen Ludwig Leybold Shogan, Geschäftssitz in Tokio, mit einer Filiale in Osaka, neu. Zusätzlich leitet er von 1921 bis 1922 die Deutsche Gesellschaft für Natur- und Völkerkunde Ostasiens (OAG). Aber auch die bereits während der Gefangenschaft begonnene wissenschaftliche Arbeit setzte er damit fort, dass er 1922 eine Sammlung der Publikationen und wissenschaftlichen Texte seiner Mitgefangenen von 1914 bis 1922 herausgab.
An eigenen Arbeiten gab Kurt Meißner 1923 die Erzählung Tanaba das Sternenfest heraus. Da ihm aber auch die Verbesserung der Aneignung der japanischen Sprache am Herzen lag, veröffentlichte er 1927 das Lehrbuch der Grammatik der japanischen Schriftsprache. Kurze Zeit darauf schrieb er an einer neuen Erzählung mit dem Hintergrund volkstümliche japanische Geschichten aufleben zu lassen und gab 1932 das Buch Der Krieg der alten Dachse heraus. Wenige Jahre darauf gelang ihm eine Meisterleistung. Lange hatte er dazu im Vorfeld recherchiert und seine Netzwerke in den einzelnen regionalen Organisationsformen der japanischen Gesellschaft aktiviert. 1940 erschien dann das Werk Deutsche in Japan. Es ist eine faktenreiche Publikation, die über mehrere Jahrzehnte Darstellungen über des Wirkens von Deutschen in der japanischen Gesellschaft untersucht. Im Ergebnis widerspiegelt sie in besonderer Weise das aktive Handeln, den Wissenstransfer und die entstandenen Netzwerke zum Nutzen beider Länder. Die Publikation fand nach ihrem ersten Erscheinen ein so gutes Echo, dass sie 1961 erneut aufgelegt wurde. Der einzige Mangel dieser Arbeit jedoch, der auch mit der Neuauflage durch H. Schwabe nicht behoben wurde, ist, dass sie das Handeln deutscher Juden an der Gestaltung der deutsch-japanischen Beziehungen fast völlig ausblendet.
In den Jahren von 1932 bis 1945 führte Kurt Meißner erneut den Vorsitz in der Gesellschaft für Natur und Völkerkunde Ostasiens (OAG). Jedoch brach mit dem Ende des Zweiten Weltkrieges für Kurt Meißner und seine Familie eine schwierige Zeit an. 1945 wurde seine Firma zwangsweise liquidiert, es folgte die Enteignung, 1947 die Repatriierung und er musste nach einer kurzen Internierung in Bleckrede bei Lüneburg mit der Familie nach Deutschland zurückkehren. Um dennoch weiterhin von hier aus einen gewissen Handlungsspielraum zu behalten, regte er 1950 die Gründung der Schwesterorganisation der OAG mit Sitz in Hamburg an. In beiden Organisationen wurde er auf Grund seiner Verdienste Ehrenmitglied. Doch bereits 1952 war er erneut in Japan zu finden. Ab 1953 baute er seine Firma Leybold, als Teil von Leybold Shogan, ein drittes Mal auf. Und erst 1964 zog er sich allmählich aus dem Geschäft zurück und war wieder in Hamburg wohnhaft.
In Anerkennung seiner wissenschaftlichen Arbeit erhielt Kurt Meißner 1955 von der Universität Hamburg die Ehrendoktorwürde. Bis zu diesem Zeitpunkt wirkte er als Verfasser, Herausgeber und Übersetzer von über 30 Schriften mit japanischem Profil. Angefangen von volkstümlichen Erzählungen, der Bearbeitung von volkskundlichen Themen, das Aufgreifen japanischer Legenden und Traditionen, bis über Sprachlehrbücher, wissenschaftliche Darstellungen zur Literatur, über das japanische Handwerk, zur japanischen Geschichte, insbesondere zur Kulturgeschichte reichte inzwischen die Palette seiner Arbeit. 1969 wurde ihm für seine Leistungen auf diesem Gebiet der japanische Orden der aufgehenden Sonne überreicht. Nun bereits zurückgezogen aus dem öffentlichen Leben, in dem Städtchen Orselino bei Locarno wohnend, veröffentlichte er zu Beginn der 1970er Jahre nochmals ein paar besondere Werke. Dazu gehörten die Bücher: Japanese Woodblock Prints in Miniature. The Genre of Surimone, erschienen 1970, ein Jahr später Japan – farbige Holzschnitte mit versteckten Kalenderdaten, im gleichen Jahr Die schönsten japanischen Keramik-Dekors – Kokutani und sozusagen als Abschluss 1973 gemeinsam mit seiner Frau Hanni Meißner das Erinnerungsbuch 60 Jahre Japan. Lebenserinnerungen im Privatdruck heraus.
Über viele Jahre war er Ehrenmitglied der Deutschen Industrie- und Außenhandelskammer in Tokio sowie Ehrenvorsitzender der Evangelischen Gemeinde Deutscher Sprache in Tokio und Yokohama. Am 13. August 1976 verstarb Kurt Meißner nach einem erfüllten und vielseitigen, auf unterschiedliche Geschäfts- und Wissenschaftsbereiche ausgerichteten Leben in Locarno.

## Werke und Publikationen
- Die heilige Sutra (Übersetzung der japanischen Erzählung Rakugo), erschienen ohne Jahresangabe und Erscheinungsort
- Die Yose in: Mitteilungen der OAG Jahrgang 1912, Tokio
- Tanabata das Sternenfest, 1923
- Lehrbuch der Grammatik der japanischen Schriftsprache, 1927
- Der Krieg der alten Dachse, 1932
- Nationale Erziehung in Japan, Weidemann Verlag Berlin 1934
- Einführung in die japanische Umgangssprache, 1961
- 100 Jahre deutsch-japanische Beziehungen, 1961
- Japanese Woodblock Prints in Miniature. The Genre of Surimono, 1970
- Japan, farbige Holfschnitte mit versteckten Kalenderdaten, 1971
- Die schönsten Japanischen Keramik-Dekors „Kokutani“, 1971
- 60 Jahre Japan. Lebenserinnerungen von Kurt und Hanni Meißner, 1973, online: https://oag.jp/books/sechzig-jahre-in-japan/